# محمود مرعي عبد الفضيل
محمود مرعي عبد الفضيل لاعب كرة قدم مصري في مركز الجناح الأيمن ، من ناشئي وادي دجلة ، ويلعب حاليًا لنادي بيراميدز.

وقد انضم إلى منتخب الشباب المشارك في أمم أفريقيا 2017 ، وشارك معه في أول مباراة للمنتخب في البطولة أمام المنتخب المالي.

## إحصائيات مشاركاته
آخر تحديث في 20 يوليو 2018

### مع الأندية
| الفريق    | الموسم    | الدوري  | الدوري | الكأس   | الكأس | البطولات القارية | البطولات القارية | بطولات أخرى | بطولات أخرى | الإجمالي | الإجمالي |
| الفريق    | الموسم    | مشاركات | أهداف  | مشاركات | أهداف | مشاركات          | أهداف            | مشاركات     | أهداف       | مشاركات  | أهداف    |
| --------- | --------- | ------- | ------ | ------- | ----- | ---------------- | ---------------- | ----------- | ----------- | -------- | -------- |
| وادي دجلة | 2016–2017 | 5       | 0      | 1       | 0     | —                | —                | —           | —           | 6        | 0        |
| وادي دجلة | 2017–2018 | 16      | 2      | 2       | 0     | —                | —                | —           | —           | 18       | 2        |
| وادي دجلة | 2018-2019 | 23      | 3      | 1       | 0     | —                | —                | —           | —           | 24       | 3        |
| وادي دجلة | الإجمالي  | 21      | 2      | 3       | 0     | —                | —                | —           | —           | 48       | 2        |